# Rüdiger von der Goltz
Gustav Adolf Joachim Rüdiger von der Goltz, född 8 december 1865 i Züllichau, provinsen Brandenburg, Preussen, död 4 november 1946 i Bernbeuren, Oberbayern, var en tysk greve och militär verksam som fördelningschef under och efter första världskriget. Han förde befäl över den tyska division som intervenerade i det finska inbördeskriget.

## Militär karriär

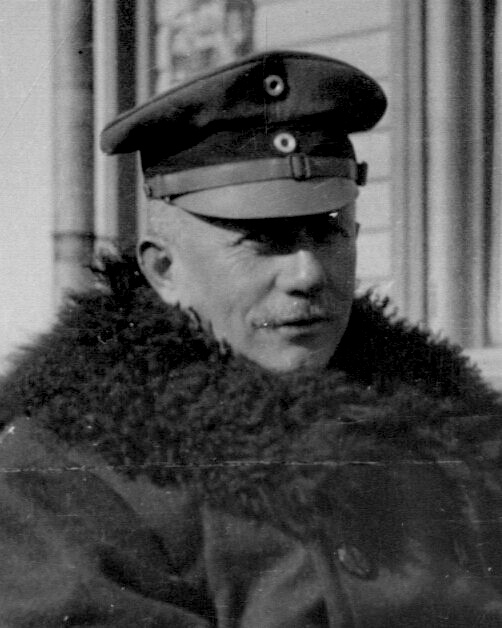
Rüdiger von der Goltz, 1918

Goltz blev officer vid infanteriet 1886, överste och regementschef 1911, generalmajor 1915, och erhöll avsked 1919. Han tjänstgjorde fram till 1911 huvudsakligen i generalstaben, och blev i maj 1917 chef för 37:e infanterifördelningen vid Chemin des dames. Han fick avsked 1919. År 1939 utnämndes han till generallöjtnant i generalitetet.

## Finland

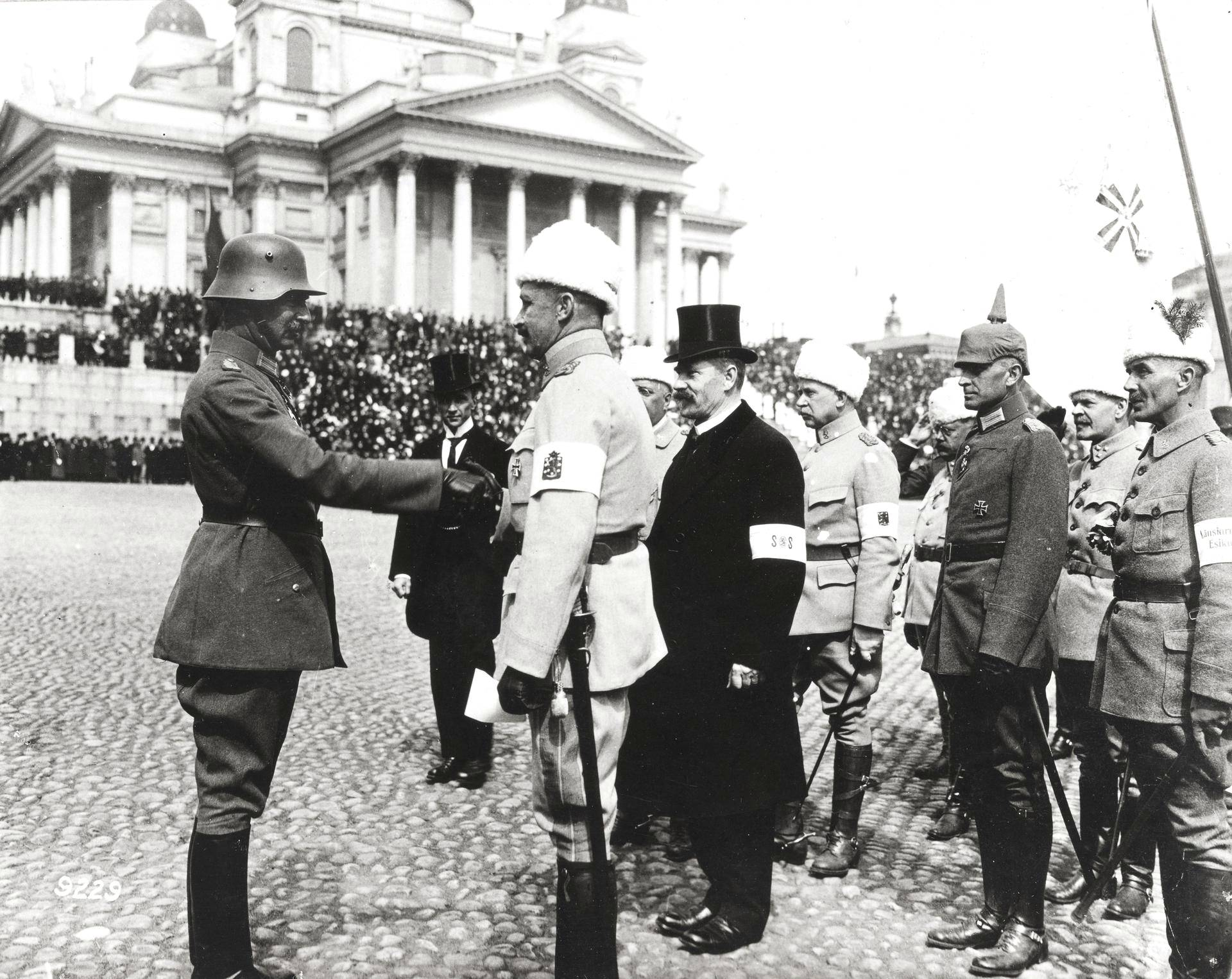
Mannerheim tar emot von der Goltz 1918.

I mars 1918 fick von der Goltz befälet över den för Finland avsedda Östersjödivisionen, ett förband sammansatt av tre jägarbataljoner, tre kavalleriskytteregementen och divisionstrupper under 13. Lantvärnsdivisionens stab, och i samverkan med den kejserliga flottan genomföra en landstigning i Hangö i syfte att understödja general Mannerheims vita finska armé och dess krig mot den röda finska armén. Von der Goltz fick senare även befälet över "Detachement Brandenstein" som var ett förband sammansatt av tre jägarbataljoner med understödstrupper som opererade från Tallinn och som genomförde en landstigning i Lovisa på finska sydkusten. Von der Goltz fick också 14:e Jägarbataljonen underställt sig efter dess operationer på Åland. Generalmajor von der Goltz marscherade mot Helsingfors och befriade staden. Därefter deltog förband ur divisionen i slutskedet av det finska inbördeskriget. Han fick sedan uppgift av den finska regeringen att bygga upp den nya finska försvarsmakten, vilket också gjordes i snabb takt.

## Baltikum
General von der Goltz kommenderades efter sin insats i Finlands inbördeskrig januari 1919 till Baltikum där han övertog de frivilligförband (Freikorps) som ersatt den 8. armén vid dess myteri 1918 och 23 maj 1919 intog Riga. Efter häftiga och växlingsrika strider med allsköns trupper - röda estniska, vita estniska, lettiska vita trupper, ryska röda trupper jämte vissa polska enheter m.fl i Lettland bytte den nya tyska regeringen efter påtrycklingar från ententermakterna inriktning på sin östpolitik och gav i oktober 1919 order om utrymning av Baltikum.

## Tyskland
Trupperna "die Balticumer" kom att på ett påtagligt sätt påverka de tyska inrikes förhållandena på sikt i det att många av dem senare anslöt sig till den av Adolf Hitler grundade nationalsocialistiska rörelsen. Deras öde var präglat av det förräderi de ansåg Berlinregeringen gjort sig skyldig till emot dem när de frivilligt ställt upp på dess sida i ett läge då den ordinarie krigsmakten upplösts. Regeringen hade bl.a. lovat dessa män bosättningar och jord i öster efter krigsslutet, men återtog detta löfte, vilket för många baltiker var det huvudsakliga motivet för att kämpa vidare efter november 1918. Attityder och metoder från dessa strider, med massakrer på fångar, våld mot civila med mera, kom att leva vidare i de tyska inrikes oroligheterna under 1920-talet och senare i de nazistiska politiska militära förbanden SS.

## Avsked
Efter att i oktober 1919 erhöllit avsked medverkande han i Kappkuppen. Sedan ägnade sig Goltz åt den nationalistiska ungdomsrörelsen och blev 1924 ordförande i de förenade fosterländska förbunden. Han har utgett Meine Sendung in Finnland und Baltikum (1920, svensk översättning samma år).